# Пакор (индо-парфянский царь)
Пакор — индо-парфянский царь, правивший во II веке.

## Биография
Некоторые специалисты, например, Массон В. М. и Ромодин В. А., полагают, что Пакор мог быть сыном Гондофара. Пакор обычно считается современником правителя кушан Вима Такто. Бонгард-Левин Г. М. и Ильин Г. Ф. называют Пакора одним из последним индо-парфянских правителей.
Монеты с именем Пакора были обнаружены в Систане и Арахозии. На одной их стороне представлен бюст самого правителя, а на другой изображена парящая богиня Ника. Монеты Пакора обладают стилистическим сходством с нумизматическим материалом Абдагаса II. По мнению М. Алрама, Абдогас II правил незадолго до Пакора. Но Ф. Гренет и О. Бопераччи склоняются к обратной последовательности.
Монеты Пакора найдены в большом количестве, что позволяет говорить о достаточно длительном периоде его правления. Но Тюрин С. С. считает, что оно было очень непродолжительным. По его же замечанию, Пакор тяготел, возможно вынужденно, к Парфии, что может быть объяснено политической и военной мощью этого государства в данном регионе, диктовавшего свою волю более мелким образованиям.
По предположению Массона В. М. и Ромодина В. А., преемником Пакора мог быть Ортагн.